# Libochovice
Libochovice – miasto w Czechach, w kraju ujskim. Według danych z 31 grudnia 2003 powierzchnia miasta wynosiła 1 564 ha, a liczba jego mieszkańców 3 627 osób.
W mieście jest stacja kolejowa Libochovice.

## Demografia
| Rok             | 1970  | 1980  | 1991  | 2001  | 2003  |
| --------------- | ----- | ----- | ----- | ----- | ----- |
| Liczba ludności | 3 328 | 3 512 | 3 648 | 3 677 | 3 627 |

Źródło: Czeski Urząd Statystyczny